# Carapoia ocaina
Carapoia ocaina is een spinnensoort uit de familie trilspinnen (Pholcidae). De soort komt voor in Peru en Brazilië. 